# Last Train Home (chanson de Lostprophets)
Pour les articles homonymes, voir Last Train Home.
Singles de Lostprophets
Burn Burn
(2003) Wake Up (Make a Move)
(2004)
Pistes de Start Something
To Hell We Ride Wake Up (Make a Move)
Last Train Home est une chanson du groupe gallois de rock Lostprophets. Elle a été sortie comme deuxième single pour leur deuxième album Start Something, le 26 janvier 2004. Last Train Home est leur single qui a atteint le plus haut rang en Grande-Bretagne avec Rooftops ; c'est également leur chanson la plus connue aux États-Unis.